# Sievern

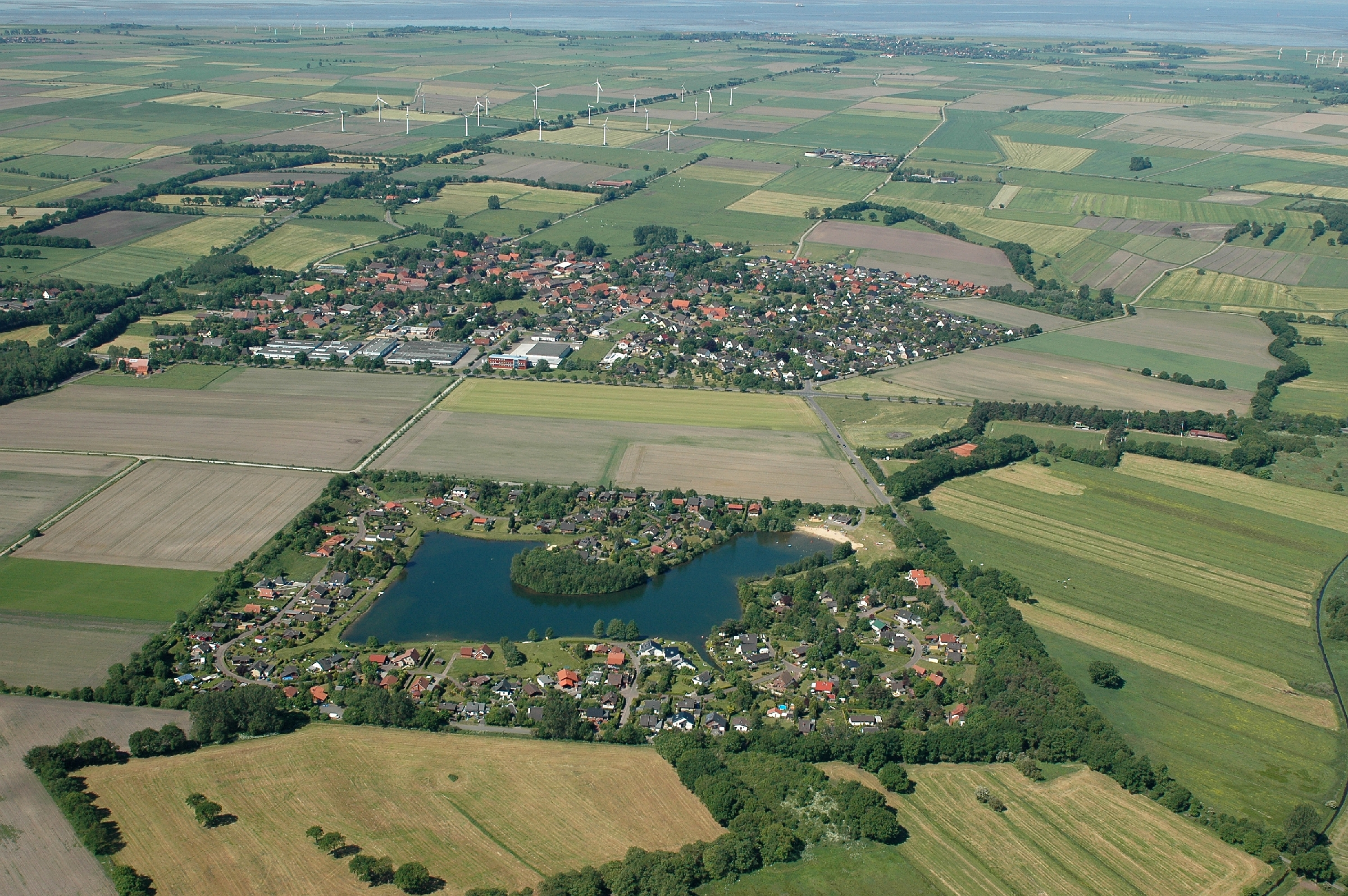
Blick aus der Luft über den Sieverner See hinweg auf Sievern

Sievern (niederdeutsch Sievern) ist eine Ortschaft in der Stadt Geestland im niedersächsischen Landkreis Cuxhaven.

## Geografie

### Lage
Das an der Landesstraße 135 gelegene Dorf liegt nördlich vom Stadtteil Langen.

### Nachbarorte
| Mulsum (Gemeinde Wurster Nordseeküste) | Holßel                                      | Neuenwalde |
| Wremen (Gemeinde Wurster Nordseeküste) | Kompassrose, die auf Nachbargemeinden zeigt | Hymendorf  |
|                                        | Langen                                      | Debstedt   |

(Quelle:)

## Geschichte

### Frühgeschichte
In Sievern lässt sich eine frühere Besiedlung der Gegend seit ungefähr 3000 vor Chr. nachweisen.
Funde, darunter vier Goldhorte (Goldbrakteaten), und eine für den norddeutsch-südskandinavischen Raum einzigartige Konzentration befestigter Siedlungen aus der späten Vorrömischen Eisenzeit, der römischen Kaiserzeit, der Völkerwanderungszeit sowie des frühen Mittelalters zeigen, dass im Raum Sievern während des 1. Jahrtausends n. Chr. ein Zentrum bestanden hat, das den politischen, wirtschaftlichen und kultischen Mittelpunkt für das Elbe-Weser-Dreiecks darstellte. Sievern weist deutlich Parallelen zu den in den vergangenen Jahrzehnten in Südskandinavien erforschten Zentralplätzen oder Reichtumszentren wie Gudme (DK), Sorte Muld (DK) und Uppåkra (S) (neuerdings auch Füsing an der Schlei) auf.

### Geschichte bis heute
Sievern wurde 1139 erstmals in einer Urkunde des Bremer Erzbischofs Adalbero erwähnt.
Sievern im Kirchspiel Debstedt gehörte früher zur Börde Debstedt und um 1768 bis 1852 zum Amt Bederkesa. 1840 bekam das Dorf den Status einer Landgemeinde. Die Zugehörigkeit der Gemeinde änderte sich später zum Amt Lehe (1852–1885), Kreis Lehe (1885–1932), Landkreis Wesermünde (1932–1977) beziehungsweise Landkreis Cuxhaven. Das Dorf Sievern brannte 1857 fast vollständig ab. Der Wiederaufbau geschah planmäßig entlang der Straßen Schlipp und der Lange Straße mit giebelständigen Backsteinbauten.
1942 fand ein Bauer beim Torfstechen nahe der Heidenschanze zwölf Goldbrakteaten aus dem späten 5. und frühen 6. Jahrhundert.
Das Dorf mit dem Wochenendgebiet Sieverner See, den Attraktionen am Vorgeschichtswanderweg und der Lage am Alten Postweg ist auch ein Ferienort.
Seit 2003 wird der Ort über das VBN-Sammeltaxi angebunden.

### Eingemeindungen
Sievern schloss sich der Samtgemeinde Langen von 1971 bis 1974 als Mitgliedsgemeinde an.
Im Zuge der Gebietsreform in Niedersachsen vom 1. März 1974 gehörte Sievern zur Gemeinde Langen.
Am 1. Januar 2015 wurde Langen in die Stadt Geestland eingegliedert.

### Einwohnerentwicklung
| Jahr      | 1910  | 1925  | 1933  | 1939  | 1950   | 1956   | 1973  | 2017   | 2023 |
| --------- | ----- | ----- | ----- | ----- | ------ | ------ | ----- | ------ | ---- |
| Einwohner | 625   | 681   | 703   | 746   | 1136   | 943    | 982   | 1631 ¹ | 1700 |
| Quelle    | [ 8 ] | [ 9 ] | [ 9 ] | [ 9 ] | [ 10 ] | [ 10 ] | [ 1 ] |        |      |

¹ laut Infobox
|  |

## Politik

### Ortsrat
Der Ortsrat von Sievern setzt sich aus sieben Mitgliedern zusammen. Die Ratsmitglieder werden durch eine Kommunalwahl für jeweils fünf Jahre gewählt. Die aktuelle Amtszeit begann am 1. November 2021 und endet am 31. Oktober 2026.
Aus den Ergebnissen der vergangenen Ortsratswahlen ergaben sich folgende Sitzverteilungen:
| Wahljahr | SL                                                                                      | CDU | BFG | SPD | Einzel | Gesamt  |
| -------- | --------------------------------------------------------------------------------------- | --- | --- | --- | ------ | ------- |
| 2021     | 7                                                                                       | –   | –   | –   | –      | 7 Sitze |
| 2016     | –                                                                                       | 1   | 3   | 1   | 2      | 7 Sitze |
|          | __________________________ SL: Sieverner Liste BFG: Bürgerfraktion – WG Stadt Geestland |     |     |     |        |         |

### Ortsbürgermeister
Der Ortsbürgermeister von Sievern ist Reiner Feldmann (CDU). Sein Stellvertreter ist Frank Kunkel (Bürgerfraktion, WG in Geestland).

### Wappen
Der Entwurf des Kommunalwappens von Sievern stammt von dem Heraldiker und Wappenmaler Albert de Badrihaye, der zahlreiche Wappen im Landkreis Cuxhaven erschaffen hat.
| Wappen von Sievern | Blasonierung: „In Grün über erniedertem silbernem Wellenbalken ein gestürztes silbernes Schwert in fränkischer Form mit goldenem Griff, beseitet von je einer schräggestellten goldener Ähre.“                                           |
| Wappen von Sievern | Wappenbegründung: Der Wellenbalken deutet auf die Aue. Ein fränkisches Schwert ist in Sievern gefunden worden und soll auf die Pipinsburg hinweisen. Die Ähren sind Sinnbilder der Landwirtschaft, des Haupterwerbszweiges der Gemeinde. |

## Kultur und Sehenswürdigkeiten

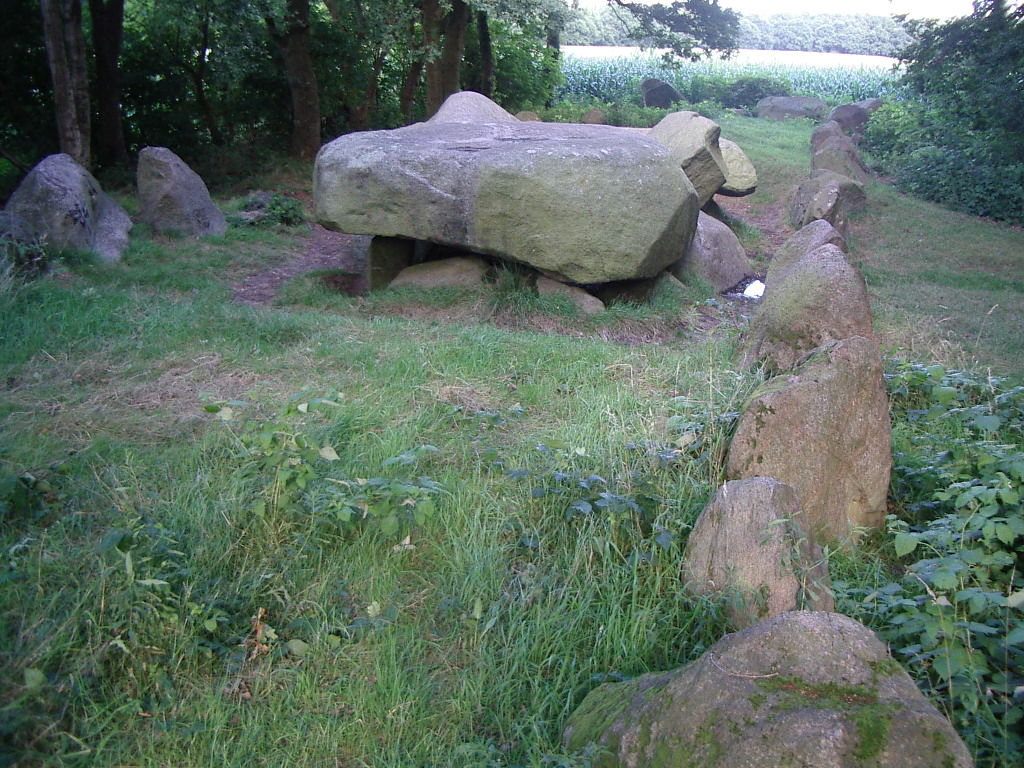
Bülzenbett bei Sievern, Großsteingrab der Trichterbecherkultur

### Baudenkmale
- Wohn- und Wirtschaftsgebäude Lange Straße 11 im Kern von um 1692, 1850 und um 1857 erneuert
- Wohn- und Wirtschaftsgebäude Lange Straße 13 von um 1860
- Wohn- und Wirtschaftsgebäude Schlipp 8 von 1857

### Naturdenkmal
Die Pipinsburg erhebt sich am Sieverner Auetal als ein mächtiger Rundwall. Diese Burg ist während des Normanneneinfalls entstanden. Das genaue Alter ist unbekannt. In der Nähe befinden sich mit Bülzenbett und Heidenschanze bei Sievern (Grabhügel) weitere Kultstätten.

### Museum
Das John-Wagener-Haus,  Lange Straße 11, befindet sich im Privatbesitz.

### Sportvereine
Der TSV Sievern von 1911 e. V. bietet an: Yoga, Badminton, Fußball, Turnen/Bokwa/Zumba, Schwimmen und Tischtennis. Die 1. Herren-Fußballmannschaft war bis 2002 in der Niedersachsenliga vertreten, der höchsten Spielklasse in Niedersachsen. Im Jugendfußball gibt es eine Spielgemeinschaft mit dem TSV Holßel und dem TSV Neuenwalde. In jeder Altersklasse existiert mindestens eine Mannschaft.

## Persönlichkeiten

### Söhne und Töchter des Ortes
- John-Andreas Wagener, auch John Wagener (1816–1876), Amerika-Auswanderer, General der Konföderierten Staaten von Amerika, ab 1871 Bürgermeister von Charleston (South Carolina), er verhalf deutschen Einwanderern in Charleston durch erschaffen zahlreicher Vereine, der Herausgabe einer deutschen Zeitung, durch den Bau einer deutschen Kirche mit Schule und durch den Erwerb von fruchtbaren Farmlandes sich zu einer Gemeinschaft zusammenzuschließen, nach ihm wurde 1994 das neue Heimatmuseum John-Wagener-Haus benannt[15]
- Wilhelm F. Huck, auch William Huck (1899–1983), Amerika-Auswanderer, Schiffbauer, Vize-Präsident für Maschinenbau in den USA,[15] er wurde auf dem Sieverner Friedhof beigesetzt[16]

### Personen, die mit dem Ort in Verbindung stehen
- Johann Jakob Hoops (1840–1916), Bremer Pädagoge, mit nur 14 Jahren war er Gehilfslehrer in Sievern
- Hans Gummel (1891–1962), Prähistoriker und Museumsleiter, der Schwerpunkt seiner wissenschaftlichen Arbeit lag in der Geschichte der Altertumsforschung, er publizierte unter anderem zu den Goldbrakteaten von Sievern
- Friedrich Huck (* 1936), Elektrotechniker, NASA-Mitarbeiter, er war u. a. für potenzielle Apollo-Landungsstellen auf dem Mond verantwortlich, er wuchs in Sievern auf[15]

## Sagen und Legenden
- Die Hexe von Sievern